# محاكم دبي
محاكم دبي هي إحدى دوائر حكومة دبي المسؤولة عن التنظيم والإدارة والاستماع وإصدار الأحكام القضائية في إمارة دبي. ويرأس الإدارة مدير عام عضو في المجلس التنفيذي لإمارة دبي ويقدم تقاريره مباشرة إلى حاكم دبي. يرأس الدائرة المدير العام سيف غانم السويدي.
محاكم دبي هي الإدارة الرئيسية المسؤولة عن السلطة القضائية لإمارة دبي، وتعمل بشكل مستقل عن النيابة العامة في دبي، ودائرة الشؤون القانونية بدبي التي تمثل حكومة دبي في المسائل القانونية. وتتمتع بسلطة قضائية في جميع أنحاء الإمارة، باستثناء مناطق اقتصادية حرة محددة مثل مركز دبي المالي العالمي والتي قد تحتفظ بسلطة قضائية خاصة فيما يتعلق بالمسائل التجارية والعمالية.

## تاريخ
كان تنفيذ القضاء في دبي يتم تحت إشراف الشيخ أو الحاكم بشكل غير رسمي في عام 1833، الذي يعمل على حل النزاعات البسيطة بين الأفراد، وفي كثير من الأحيان، تمت دعوة العلماء للعمل كقضاة وغالبًا ما يصدرون الأحكام في منازلهم، مثل القاضي الشيخ محمد بن عبد السلام المرغربي، وهو عالم من المغرب عمل قاضياً للإمارة في أوائل القرن العشرين. في عام 1938 أصدر حاكم دبي آنذاك سعيد بن مكتوم بن حشر آل مكتوم مرسومًا لشقيقه لحل النزاعات القضائية والقانونية، وأقام في نهاية المطاف في قلعة نايف، المقر الأول لدائرة العدل في دبي كما كانت تسمى آنذاك. وبحلول عام 1958، تم تشكيل هيئة قضائية من 3 قضاة للنظر في النزاعات بين السكان المحليين، وتم النظر في النزاعات التي تشمل الأجانب من قبل لجنة بريطانية كجزء من الإمارات المتصالحة.
وفي الفترة من 1970 إلى 1988، صدرت عدة مراسيم رسميًا للمحاكم الثلاث في إمارة دبي (المحكمة الابتدائية ومحكمة الاستئناف ومحكمة التمييز)، والتي عملت بشكل مستقل عن بعضها البعض حتى توحيدها في عام 2000 تحت إدارة محاكم دبي، وفي عام 2003 دمج القانون رقم 1 لعام 2003 النيابة العامة في دبي ومحاكم دبي لتشكيل دائرة العدل في دبي، ولكن تم إلغاؤه لاحقًا بموجب القانون رقم 5 لعام 2005 الذي فصل النيابة العامة في دبي ومحاكم دبي إلى كيانات منفصلة.

### المحاكم الابتدائية
وهي أولى درجات التقاضي في إمارة دبي وتتكون من محكمة الأحوال الشخصية والمحكمة المدنية والمحكمة الجزائية والمحكمة التجارية والمحكمة العقارية والمحكمة العمالية ومحكمة التنفبذ، ولكل محكمة من هذه المحاكم رئيس لا تقل درجته عن قاضي استئناف، ويرئسها رئيس المحاكم الابتدائية بدرجة قاضي استئناف أول. وتختص المحاكم الابتدائية بالنظر والفصل في جميع الدعاوى الابتدائية وتنفيذ السندات التنفيذية والفصل في الأوامر والدعاوى المستعجلة والوقتية وتوثيق التسويات والصلح بين الخصوم وفقاً للقانون.

### محكمة الاستئناف
وهي ثاني درجة من درجات التقاضي في إمارة دبي وتتكون من رئيس لاتقل درجته عن قاض تمييز وعدد كاف من القضاة وتتكون المحكمة من عدد من الدوائر القضائية للنظر في الطلبات والطعون، وتتألف كل دائرة من ثلاثة قضاة برئاسة أحدهم، وتختص محكمة الاستئناف بالنظر والفصل في طعون الاستئناف على الأحكام والقرارات الجائز استئنافها قانوناً. وتتكون المحكمة من دوائر مدنية وإدارية وتجارية وعقارية وعمالية وأحوال شخصية ودوائر الأمور المستعجلة والتنفيذ ودوائر الدعاوى والطلبات الخاصة بالتحكيم والدوائر الجزائية.

### محكمة التمييز
وهي أعلى محكمة في النظام القضائي في إمارة دبي وقد أنشئت في العام 1988 بموجب القانون رقم 1 وتعمل على توحيد تطبيق القانون في محاكم دبي وهي تختص بمراقبة مدى اتفاق الأحكام الصادرة عن المحاكم الأدنى منها مع القانون، ولها أن تفصل في المنازعة التي تعرض أمامها للمرة الثانية بصفتها محكمة موضوع لا قانون كما هو الأصل، وتتشكل من رئيس وعدد كاف من الأعضاء، كما تتكون من دوائر تجارية وعقارية ومدنية وإدارية وعمالية وأحمال شخصية وجزائية ودائرة الرجوع عن الأحكام، وتختص بنظر الطعون المقدمة إليها عن الأحكام الصادرة في محكمة الاستئناف في الدعاوى المدنية والإدارية والتجارية والعمالية ودعاوى الأحوال الشخصية وفقاً للقانون.

### محكمة التركات
وهي محكمة مستقلة تم إنشاؤها بموجب المرسوم رقم 25 لسنة 2023 والتي حلت محل المحكمة الخاصة بالتركات والتي كانت قد أنشئت بموجب القرار رقم 6 لسنة 2022، وتهدف هذه المحكمة إلى الحفاظ على الروابط الاجتماعية والعائلية وحمايتها من الخصومات التي قد تنشأ بسبب التركات بالإضافة إلى تسريع عملية الفصل في دعاوى التركات، واختصار إجراءات التقاضي لتكون على درجتين بدلاً من ثلاث درجات، وجمع الطلبات والدعاوى الخاصة بالتركات أمام جهة قضائية واحدة، بالإضافة إلى إنشاء قضاء نوعي متخصص في قضايا التركات التي قد تتطلب حلولاً قضائية مبتكرة.

## الخدمات الذكية لمحاكم دبي
تعتمد محاكم دبي على التطورات التكنولوجية الحديثة من أجل زيادة كفاءة خدماتها وتسهيل عملية الوصول إليها وتسريع إنجاز معاملاتها من خلال منصة الخدمات الإلكترونية التابعة لها، كما تسعى محاكم دبي للوصول إلى نظام قانوني متطور وسهل من خلال اعتماد الحلول الرقمية والتركيز على التحسين المستمر، ومن أبرز الخدمات الذكية التي توفرها محاكم دبي:
- خدمات محاكم دبي للاستفسار عن قضية
- خدمات طلبات القضايا الذكية
- خدمات الكاتب العدل الذكية

## المجلس القضائي
تم إنشاء المجلس القضائي في إمارة دبي بموجب القانون رقم 6 لسنة 1992 حيث يتولى الإشراف على شؤون السلطة القضائية وأعضائها في إمارة دبي، ويتكون المجلس من رئيس ونائب رئيس وعدد من الأعضاء يتم اختيارهم بمرسوم من الحاكم على أن يكون من بينهم رئيس محكمة التمييز والنائب العام ورئيس محكمة الاستئناف ورئيس المحاكم الابتدائية ومدير إدارة التفتيش، ويهدف المجلس إلى ترسيخ مبادئ العدالة والمساواة وسيادة القانون، وتحقيق قضاء عادل ومستقل ونزيه ومتطور من أجل تحقيق التنمية المستدامة في إمارة دبي وترسيخ قيم ومثل وأخلاقيات العمل القضائي، بالإضافة لضمان كرامة عضو السلطة القضائية ونزاهته وكفاءته.

## محاكم مركز دبي المالي العالمي
تعتبر محاكم مركز دبي االمالي العالمي  نظاماً قضائياً مستقلاً يهدف إلى إقامة العدل داخل مركز دبي المالي العالمي وتختص بالنظر في النزاعات المدنية والتجارية المتعلقة بالمركز التجاري وكياناته المسجلة، في إطار من الشفافية والفعالية والسرعة.مما يلعب دوراً في الحفاظ على ثقة المستثمرين وتعزيز بيئة أعمال قوية في داخل المركز، وتعتمد محاكم مركز دبي المالي العالمي التقنيات الحديثة والرقمية في تقديم خدماتها عن طريق المنصة الإلكترونية الخاصة بها.

## الغرفة الذكية
في 2024 دشن  مدير محاكم دبي، مشروع "الغرفة الذكية"في المبنى الرئيسي لمحاكم دبي،وذلك في بهدف  تطوير الخدمات القضائية وتسهيل وصول المتعاملين إليها حيث تحتوي  أحدث الأجهزة الذكية، مثل الأجهزة اللوحية، وقارئ الهوية، ونظام الدفع الإلكتروني، وشاشات العرض، وأجهزة استدعاء الموظفين، بالإضافة إلى رمز QR الذي يتيح للمستخدمين مسح المستندات ومشاركتها بسهولة، وتتميز  بتصميمها  الذي يتضمن زجاجًا ذكيًا يضمن الخصوصية، وعوازل للصوت، ونظام تهوية مناسب مع مستشعرات للحركة لتعزيز راحة وأمان المستخدمين.

## الجوائز
- فازت محاكم دبي بجائزة الابتكار الدولي "International Innovation Awards"، عن فئة الخدمات والحلول، وذلك عن منصتها الرقمية "إفصاح"، خلال حفل أقيم في ماليزيا في عام 2024[16]
- 2024 فازت محاكم دبي بأربعة أوسمة من جوائز ستيفي العالمية في مدينة إسطنبول، وهي الميدالية الذهبية عن فئة الاستدامة والمسؤولية الاجتماعية، والفضية عن فئة الإنجازات في الموارد البشرية، والفضية عن فئة المرأة، والبرونزية عن فئة إسعاد المتعاملين.[17]
- 2023 المركز الأول في جائزة "الحكومة الرقمية" لدول مجلس التعاون الخليجي.[18]
- 2018 فازت محاكم دبي بثلاثة من جوائز ستيفي العالمية.[19]
- 2024 حصلت محاكم دبي على "عضوية في الاتحاد العالمي للدراسات المستقبلية" لقاء  الجهود التّي بذلتها المحاكم في تصميم مشاريع ومُبادرات المُستقبل منها محكمة C3 والتّقاضي الرّقمي المُتكامل.[20]